# Miss Monde 1959
Miss Monde 1959, est la 9e élection de Miss Monde, qui s'est déroulée le 10 novembre 1959 au Lyceum Theatre de Londres, au Royaume-Uni. 
37 pays et territoires ont participé à l'élection. Le Royaume-Uni, hôte du concours, accueille pour la 9e année consécutive la compétition au Lyceum Theatre à Londres. L'élection a été présenté pour la 1re fois par Bob Hope.La cérémonie a été diffusée  pour la 1re fois à la télévision sur BBC.
La gagnante du concours est la Néerlandaise, Corine Rottschäfer, Miss Pays-Bas 1957 succédant à la Sud-Africaine Penelope Coelen, Miss Monde 1958, et devenant ainsi la première Néerlandaise de l'histoire à remporter le titre depuis sa première participation du pays au concours en 1951. 

## Résultats
| Résultat Final  | Candidates |
| --------------- | --- |
| Miss Monde 1959 | - Hollande - Corine Rottschäfer |
| 1re dauphine    | - Pérou - María Elena Rossel Zapata |
| 2e dauphine     | - Israël - Ziva Shomrat |
| 3e dauphine     | - Royaume-Uni - Anne Thelwell |
| 4e dauphine     | - Danemark - Kirsten Olsen |
| Top 11          | - Allemagne - Helga Meyer - Argentine - Amalia Yolanda Scuffi - Jamaïque - Sheila Chong - Grèce - Yakiathi Karaviti - Rhodésie et Nyassaland - Vivien Lentin - Afrique du Sud - Moya Meaker |

## Candidates

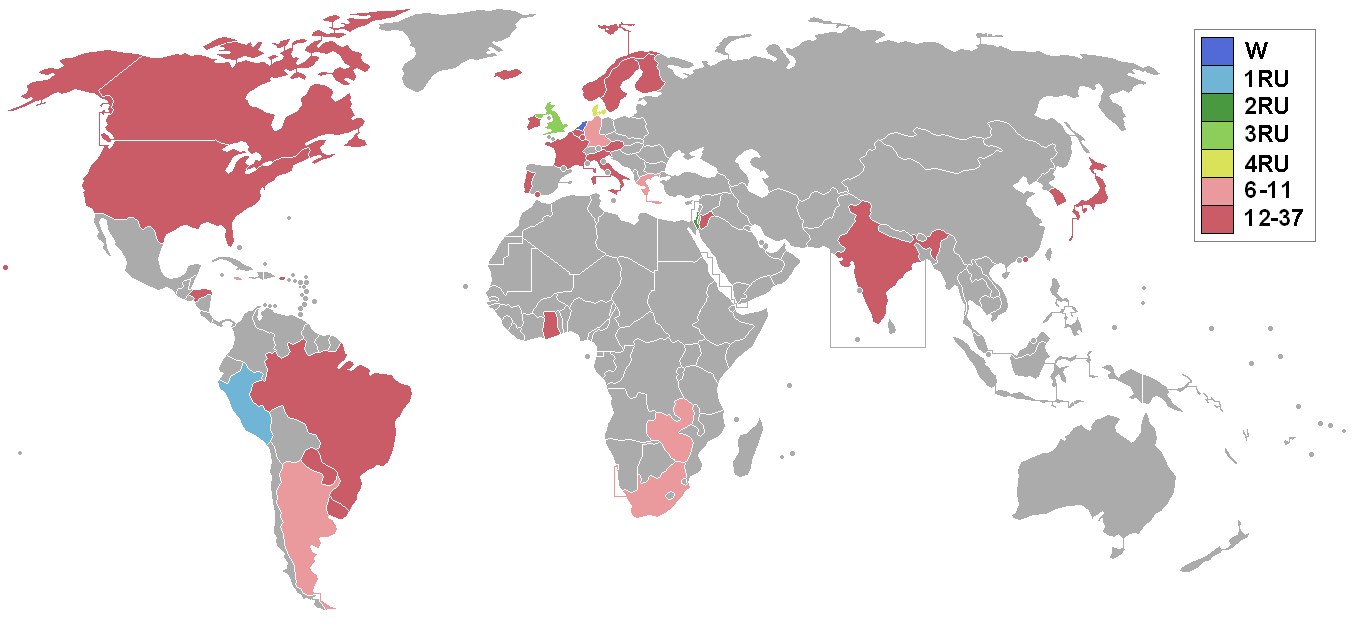
Pays représentés au concours de Miss Monde 1959 :
Miss Monde 1959
1re dauphine
2e dauphine
3e dauphine
4e dauphine
De la 6e à la 11e place
De la 12e à la 37e place
Pays n'ayant pas participé

37 candidates ont concouru pour le titre de Miss Monde 1959 :
| Pays                   | Candidate                                      | Âge    | Domicile      |    |
| ---------------------- | ---------------------------------------------- | ------ | ------------- | -- |
| Afrique du Sud         | Moya Meaker (°1940-†2001)                      | 18 ans | Pretoria      |    |
| Allemagne              | Helga Meyer                                    | 23 ans | Bielefeld     |    |
| Argentine              | Amalia Yolanda Scuffi                          | 17 ans | Mar del Plata |    |
| Autriche               | Helga Knofel                                   | NC     | NC            |    |
| Belgique               | Diane Hidalgo                                  | NC     | NC            |    |
| Brésil                 | Dione Brito de Oliveira                        | 18 ans | Caruaru       |    |
| Canada                 | Huguette Demers                                | NC     | Montréal      |    |
| Corée                  | Seo Jung-ae                                    | 19 ans | Busan         |    |
| Danemark               | Kirsten Olsen                                  | 20 ans | Frederiksberg |    |
| États-Unis             | Loretta Powell (°?-†2020)                      | 24 ans | Stratford     |    |
| Finlande               | Margit Jaatinen                                | 19 ans | NC            |    |
| France                 | Marie Hélène Trové                             | NC     | NC            |    |
| Ghana                  | Star Nyaniba Annan                             | 20 ans | NC            |    |
| Gibraltar              | Viola Howells-Abudarham                        | 23 ans | Gibraltar     |    |
| Grèce                  | Yakinthi Karaviti                              | 20 ans | Athènes       |    |
| Hawaï                  | Margaret Moani Keala Brumaghim (°1932-†2023)   | 26 ans | NC            |    |
| Hollande               | Corine Rottschäfer (°1938-†2020)               | 21 ans | Amsterdam     |    |
| Honduras               | Rosemary Lefebre                               | NC     | NC            |    |
| Hong Kong              | Michelle Mok Ping-Ching                        | 17 ans | Hong Kong     |    |
| Inde                   | Fleur Ezekiel                                  | 18 ans | Bene Israel   |    |
| Irlande                | Ann Fitzpatrick                                | NC     | NC            |    |
| Islande                | Sigurbjörg Sveinsdóttir                        | NC     | NC            |    |
| Israël                 | Ziva Shomrat                                   | 18 ans | Haifa         |    |
| Italie                 | Paola Falchi                                   | 18 ans | Latium        |    |
| Japon                  | Chieko Ichinose                                | 18 ans | Tokyo         |    |
| Jamaïque               | Sheila Mechtilde Henriques-Chong (°1935-†1978) | 24 ans | Kingston      |    |
| Jordanie               | Ufemia Jabaji                                  | 17 ans | Jaffa         |    |
| Luxembourg             | Josée Jaminet-Pundel                           | 20 ans | NC            | NC |
| Norvège                | Berit Grundvig                                 | NC     | NC            |    |
| Paraguay               | Elvira dos Santos Encina                       | NC     | NC            |    |
| Portugal               | María Teresa Motoa Cardoso                     | NC     | Lisbonne      |    |
| Pérou                  | María Elena Rosell Zapata                      | 17 ans | Piura         |    |
| Porto Rico             | Lilie Díaz                                     | NC     | NC            |    |
| Rhodésie et Nyassaland | Vivien Maxine Lentin                           | 17 ans | Kitwe         |    |
| Royaume-Uni            | Anne Thelwell                                  | 22 ans | Heswall       |    |
| Suède                  | Carola Håkonsson                               | NC     | NC            |    |
| Uruguay                | Yvonne Miles Kelly                             | NC     | NC            |    |

## Observations